# Damofón

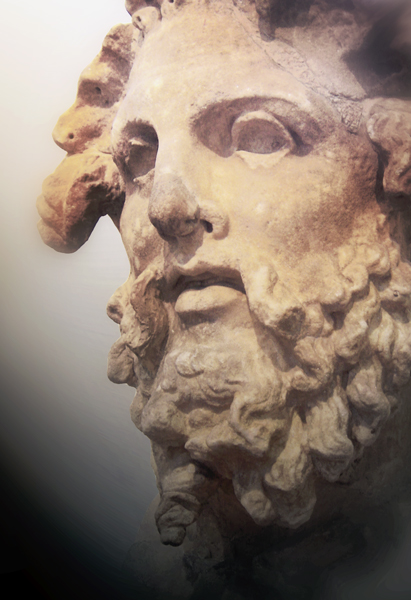
Cabeza del titán Ánito.

Damofón o Damofonte (siglo II a. C.) fue un escultor de la Antigua Grecia del período helenístico nacido en Mesene, que realizó numerosas estatuas, de tipo acrolítico, de personajes de Mesene, Megalópolis, Egio y otras ciudades del Peloponeso. En el yacimiento arqueológico de la antigua Licosura en Arcadia, donde existía un santuario de la diosa Despena, se encontraron considerables fragmentos suyos, incluyendo tres colosales cabezas de un grupo representando a Deméter, Perséfone, Artemisa y el titán Ánito. Estos restos se conservan en parte en el Museo Arqueológico Nacional de Atenas y otra parte en el Museo Arqueológico de Licosura. Damofón también restauró una de las estatuas de Fidias del dios griego Zeus, que había sido dañada en un terremoto.